# Свінгові танці

Пара танцює свінг

Свінг — загальна назва для групи танців, що розвивалися водночас із джазовим стилем свінг в музиці в 20-х, 30-х та 40-х роках XX століття. Ранні форми деяких із цих танців виникли раніше від свінгового стилю музики. Найвідоміший із цих танців лінді хоп — парний танець, який зародився в Гарлемі. Більшість свінгових танців виникли в громадах американців африканського походження, але існують також форми, як наприклад бальбоа, що були започатковані в громадах білих американців.
Для джазу в стилі свінг характерне синкопування, що асоціюється з африканською музикою та танцем — комбінації четвертних та вісмірних нот, які багато танцюристів інтерперетують як потрійні кроки та кроки — але йому також властива інша манера виконання цих ритмів — виразні затримки або розслаблений підхід до ритму.
Сьогодні свінг продовжують танцювати на багатьох сценах світу. Найпопулярніший лінді хоп, хоча різні країни й міста мають свої улюблені стилі. Кожна місцева свінгова громада має свою особливу культуру й по-своєму визначає танець у стилі свінг та те, під яку музику його танцювати.
Свінгових танцюристів у США часто називають джитербагерами.

## Форми свінгу
За межами США свінгом називають танці із наступного переліку: лінді хоп, шег, бальбоа та блюз. До цієї групи додають іст-коуст свінг, вест-коуст свінг, джайв, рок-н-рол, сучасний джайв та інші танці, які виникли в 40-х і пізніше. В Європі існує сильна традиція соціального та спортивного танцювання бугі-вугі та акробатичного рок-н-ролу, що сприяє включенню цих танців у місцеву свінгову культуру.